# Скенер
 Тази статия е за периферното устройство.  За медицинските апарати вижте Томография.  
Скенерът (или сканер) е периферно устройство, което въвежда определен вид графична информация в компютър.
Скенерът служи за заснемане (представяне в цифров вид) на документ или изображение, който след това да бъде използван в компютрите. В резултат на работата на скенера се получават файлове със заснеманите обекти – фотографски снимки, документи или реални тримерни обекти.
Основният принцип на скенера е подобен на системата на факса, като и двата апарата интегрират предавател и приемник в едно устройство. Факс апаратът обаче (понеже предназначението му е да предава и приема изображения) осъществява връзка с друг факс апарат на друго място, като единият предава, а другият приема    

## История
Първите скенери са получавали и обработвали оригинали, като почти едновременно са ги възпроизвеждали върху филм. При съвременните настолни скенери обработката се извършва от РС, а приемникът обикновено е принтер или някакъв вид електронна медия.
Оспорваният „баща“ на скенерите е шотландският физик и часовникар Александър Бейн (1818-1903). През 1843 Бейн предложил система за фототелеграф въз основа на откритието на френския физик Александър Едмон Бекерел, направено няколко години по-рано. Бекерел открил, че когато 2 метални части се потопят в електролит, при осветяването на единия метал в системата се създава електрически товар. Бейн предположил, че това може да позволи предаването на метални знаци по химически начин. По-късно неговият предаващ апарат използвал детектор, монтиран на края на махало, което се люлее пред обекта и го сканира линия след линия. При преминаването на детектора пред мастилена област електрическият сигнал, който той излъчвал, се различавал от този на местата без мастило. Този сигнал съдържал изходното изображение, раздробено на малки порции за предаване. Сигналите се предавали по телеграфна жица до приемащото устройство, което ги прилагало върху химизирана хартия, за да възстанови изображението. Проблемът със синхронизирането на 2-те устройства бил решен с използването на големи метрономи, настроени с един и същи период.
През 1856 италианецът Джовани Казели изработил гигантски вариант на факс апарата на Бейн, наречен пантелеграф. Четири години по-късно Казели го използвал за предаването на първия междуградски факс между Париж и Амиен – впечатляващо разстояние от 70 мили.
Като откривател на скенера се счита Рудолф Хел (1901-2002), чийто „Hellschreiber“ (1929) се разглежда като първата форма на съвременния скенер (1963). Повечето съвременни скенери имат като опция приставки за сканиране на диапозитиви.

## Видове скенери
Обикновено с думата скенер се означава устройство за въвеждане на хартиени документи и снимки, но има и други видове скенери:
- биометричен скенер
- баркод четец

Видове скенери според принципа на действие

### Ръчни
При ръчните скенери се придвижва самото устройство върху документа.

### Барабанни
При барабанните скенери документът се слага върху барабан (ролка), който при сканирането се завърта и придвижва изображението пред сканиращата глава. Използват се за сканиране на изображения от документи, с висока скорост. Този тип устройства използват различни сензори от тези на настолните скенери и това им осигурява значително по-бърза работа, както и по-висока чувствителност към градиента на разцветките. Сензорите, които се използват се наричат Photomultiplier, като за всеки пиксел има отделен сензор. При сензорите е възможно регистриране на изключително нискоенергийни частици, независимо в коя област на спектъра са те. В комбинация с ниското ниво на шум от сензора, както и с високата скорост на реакция, това ги превръща в превъзходен избор за сканираща матрица за обработка на бързоподвижни изображения с ниско качество, например филмови ленти. Барабанните скенери притежават едно уникално качество - те са способни да контролират независимо едно от друго състоянията на сканиращата матрица и апертурната решетка. Матрицата за сканиране представлява комбинация от пиксели, които обработващият микропроцесор прочита по време на работа, а апертурната решетка е физическото място, с чиято помощ се извършва този процес. В резултат барабанните скенери представляват превъзходен избор за цифровизиране на нискокачествени филмови ленти, тъй като те могат да компенсират зърнистостта на изображението.

### Плоските (настолни) скенери
Това са най-разпространените скенери. При тях документът се слага върху равна прозрачна повърхност и се затиска с капак, след което при самото сканиране главата заедно със своето осветление се придвижва и заснема документа.

### Триизмерни (3D) скенери
Използват се за сканиране на изображението на триизмерни обекти. Една от областите на приложение, които те намират, е цифровизирането на даден триизмерен обект за създаване на холограмно изображение.

### Комбинирани
Комбинацията се състои в принтер (скенер - принтер - копирна машина). При тях с принтер скенери има отделни тави за документи и за хартия. Все по-популярни стават мултифункционалните устройства.